# Dina Rubina
Dina Rubina, ros. Дина Ильинична Рубина, hebr. דינה רובינה (ur. 19 września 1953 w Taszkencie) – izraelska pisarka pisząca w języku rosyjskim.

## Życiorys
Ukończyła Specjalistyczną Szkołę Muzyczną i Taszkienckie Konserwatorium. Następnie wykładała w Instytucie Kultury w Taszkencie. Zadebiutowała w wieku 16 lat w młodzieżowym czasopiśmie literackim Junost, a w 1978 roku została członkiem Związku Pisarzy. W drugiej połowie lat 80. wyjechała do Moskwy, natomiast w 1990 wyemigrowała wraz z rodziną do Izraela, gdzie obecnie mieszka i posiada obywatelstwo tego kraju. W latach 2001–2003 pracowała w Moskwie na stanowisku kierownika spraw kulturalnych w Agencji Żydowskiej na rzecz Izraela.
Wydała ponad 40 książek tłumaczonych w 15 językach, sprzedających się w milionowych nakładach. Na język polski jej książki zostały przetłumaczone przez Margaritę Bartosik. W języku polskim wydana została również monografia o pisarce, autorstwa Joanny Mianowskiej, Dina Rubina – wczoraj i dziś.

## Twórczość

### Powieści
- 1996: Oto idzie Mesjasz!
- 1998: Ostatni dzik z lasów Pontevedra
- 2004: Syndykat
- 2006: Na Górnej Masłowce
- 2006: Po słonecznej stronie ulicy
- 2008: Pismo Leonarda
- 2009: Biały gołąbek z Kordoby
- 2010: Syndrom Pietruszki

### Zbiory powieści i opowiadań
- 1980: Kiedy zaś zacznie padać śnieg …?
- 1982: Dom za zieloną furtką
- 1987: Otwórzcie okno!
- 1990: Podwójne nazwisko
- 1994: Jeden inteligent usiadł na drodze
- 1996: Lekcje muzyki
- 1999: Wysoka woda Wenecjan
- 1999: Astralny lot duszy na lekcji fizyki
- 2002: Niedzielna msza w Toledo
- 2002: W twoich wrotach
- 2003: Kilka szybkich miłosnych słów
- 2004: Nasz chiński biznes
- 2010: Ukryty mit
- 2010: Adam i Miriam

Źródło.